# Terme di Acireale
Le terme di Acireale furono fondate nel 1873 nella città di Acireale.
Secondo la tradizione già gli antichi Greci avevano edificato delle terme denominate forse Xiphonie, che poi vennero ampliate dai Romani (al riguardo si trovano cenni sia nel de Aetna di Cornelio Severo che nel Giardino di Esculapio di Filippo da Tessalonica). Lo sfruttamento proseguì con i Bizantini e sino all'invasione araba. Gli edifici vennero probabilmente abbandonati dopo il terremoto del 1169. I resti del complesso sono visitabili nell'area archeologica di Santa Venera al Pozzoin territorio del comune di Acicatena.

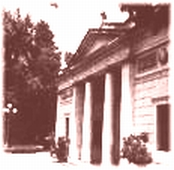
L'ingresso delle terme di Santa Venera nel 1921.

Nel 1873 per iniziativa del barone Agostino Pennisi di Floristella furono inaugurate le nuove terme, dedicate a santa Venera, alla periferia sud di Acireale, dove da pochi anni era sorta la stazione ferroviaria sulla tratta Messina - Catania- Siracusa. Il nuovo complesso fu costruito in stile neoclassico su progetto dell’architetto fiorentino Mariano Falcini, con giardino all'inglese. Nello stesso anno fu inaugurato l'adiacente Grand Hotel des Bains. Di lì a poco sarebbe stato edificato non lontano il castello neogotico di proprietà del barone, completando una suggestiva composizione paesaggistica con l’Etna e il mare a fare da sfondo.
Grazie alle sue terme, Acireale acquisì una certa notorietà come centro termale; ospitò importanti personaggi quali Richard Wagner e la sua famiglia (nel 1882), Ernesto Renan, il re d'Italia Umberto I e la consorte, regina Margherita (nel 1881), Menotti Garibaldi (nel luglio del 1873), il granduca ereditario di Baden e l'insigne medico Antonio Cardarelli.
Dal 1915 al 1934 la località fu servita dalla tranvia Catania-Acireale che vi avevano fermata.
Le terme conobbero la crisi in concomitanza con il periodo bellico e nel dopoguerra. Nel 1951 la proprietà delle terme fu acquisita dalla Regione Siciliana. 
Nel 1987 nella vicina frazione di Santa Caterina venne realizzato un secondo polo, denominato Terme di Santa Caterina. Nel 1989 nella piscina posta all'interno del parco fu girato il film Palombella rossa di Nanni Moretti.
Le terme utilizzavano la stessa acqua delle antiche terme romane, convogliata tramite un sistema di captazioni; l'acqua, di tipo solfurea, salsobromoiodica e radioattiva si dimostra efficace nella cura di malattie osteoarticolari, reumatiche e dermatologiche.
A causa di problemi economici dal 2015 le terme sono state poste in liquidazione e non sono più attive.